# Meester van de Harley Froissart

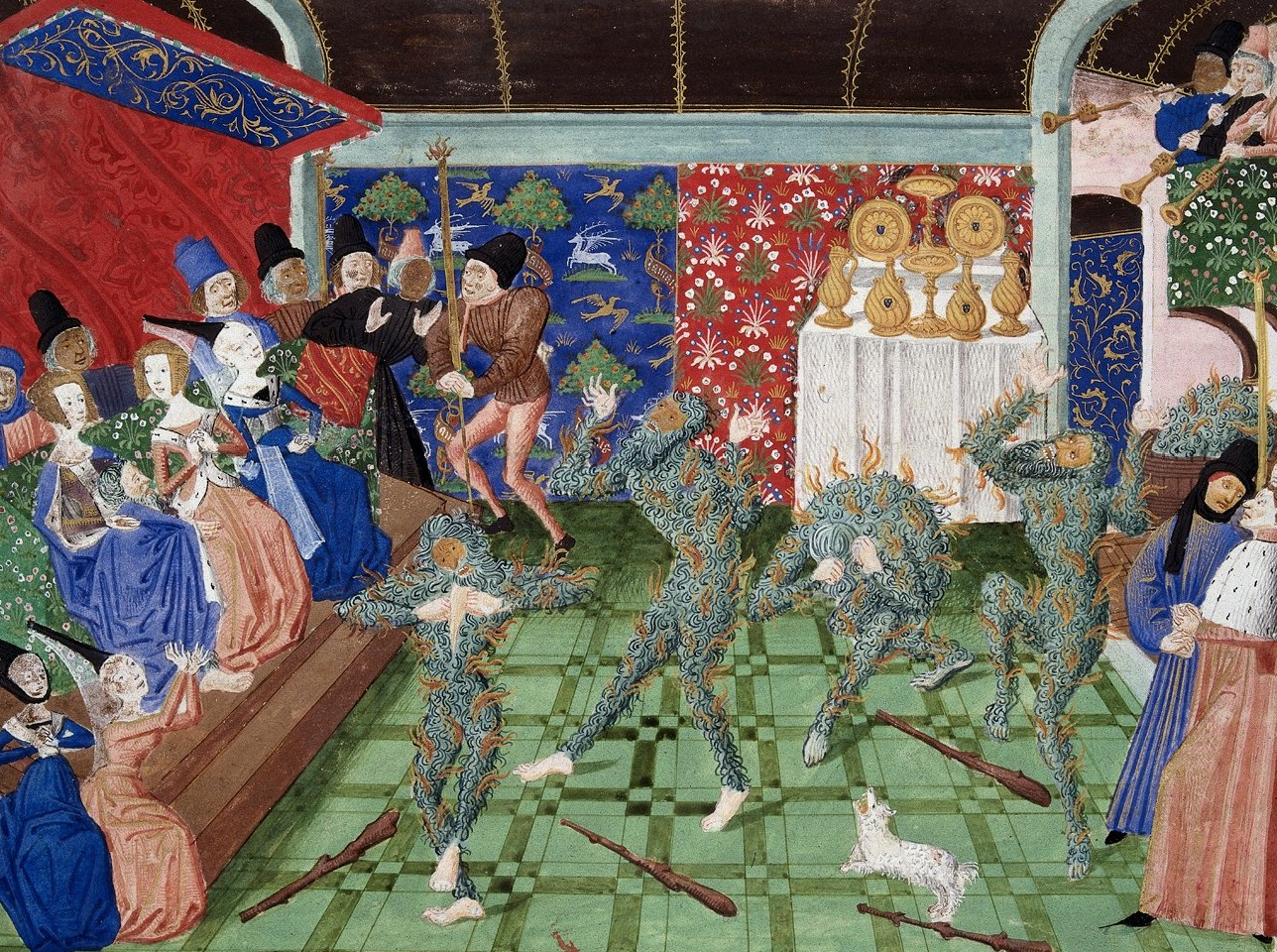
Harley Froissart, Le bal des ardents.

De Meester van de Harley Froissart, ook de Meester van de Froissart van Philippe de Commynes genoemd, is de noodnaam van een miniaturist die werkzaam was in Brugge na 1470. Hij kreeg zijn naam van John Plummer, naar het exemplaar van de Kroniek van Froissart dat hij verluchtte. Het handschrift had toebehoord aan Philippe de Commynes, wat aanleiding gaf tot de tweede noodnaam die men in de literatuur vaak terugvindt. De meester werkte misschien samen met de Meester van de kroniek van Engeland aan dit handschrift. Hij wordt door een aantal kunsthistorici geïdentificeerd als Philippe de Mazerolles. Anderen identificeerden hem als de Meester van Antoon van Bourgondië of als de Meester van de Fitzwilliam 268.

## Biografische elementen
Deze meester zou zijn carrière begonnen zijn in Parijs omstreeks 1450 en dan rond 1460 verhuisd zijn naar Brugge. Door Franse kunsthistorici wordt hij als een Vlaamse miniaturist gezien terwijl Vlaamse kunsthistorici er een Franse artiest van maken. Volgens Plummer is een getijdenboek voor gebruik in Parijs dat gedateerd werd omstreeks 1455 en nu bewaard wordt in de Princeton University Library als ms. 86, een vroeg werk van deze meester. In dit getijdenboek gebruikt hij de stijl die in Parijs werd ingevoerd door de Bedford-meester en meer direct kan zijn stijl geassocieerd worden met die van de Meester van Jean Rolin II een van de leidende miniaturisten in Parijs tussen 1445 en 1465. Dit alles wijst erop dat de Meester van de Harley Froissart zijn opleiding kreeg in Parijs. Het eerste handschrift dat hij in de Zuidelijke Nederlanden verluchtte was een Vie, passion, et vengeance de nostre seigneur Jhesu Christ, gemaakt in opdracht van Lodewijk van Gruuthuse na 1461. Het gros van zijn werk komt uit de vroege jaren 1470 en bestaat uit verschillende grote historische werken die door hem geïllustreerd werden voor de vrije handel en niet in opdracht van een of andere rijke edelman of burger. In deze campagne werkte hij nauw samen met de Meester van de kroniek van Engeland

## Stijlkenmerken
Deze meester had een voorliefde voor het gebruik van geometrische patronen en vormen in de vloer- en wandbekleding van de interieurs die hij schilderde. Weelderig uitgewerkte heraldische symbolen op banieren, standaarden en paardenuitrusting verlevendigen de marcherende legers, steekspelen, blijde intredes en andere riddertaferelen die hij schilderde. Hij gebruikte over het algemeen een bleek palet, hier en daar verlevendigd met felle kleuren. De figuren die hij schilderde zijn standaardtypes met kinderlijke witte trekken, die moeilijk van elkaar te onderscheiden zijn. De miniaturen die deze meester schilderde zijn steevast vergezeld van een margeversiering oude stijl met rankwerk, acanthusbladeren en bloemen, waarin drôleries en ridders geschilderd werden in dezelfde stijl als die in de miniaturen. Het is opvallend dat een miniaturist die werkte in Vlaanderen in de periode van de opkomst van de Gent-Brugse stijl in de boekverluchting dit nieuwe fenomeen compleet aan zich liet voorbijgaan.

## Werken
Hierbij een lijst met enkele werken die aan de meester worden toegeschreven of waaraan hij meewerkte.
- Getijdenboek, gebruik van Parijs, ca. 1455, Princeton University Library, ms. 86,
- Vie, passion, et vengeance de nostre seigneur Jhesu Christ, gemaakt in opdracht van Lodewijk van Gruuthuse, na 1461, Privécollectie (Sotheby Londen, 6 december 2001, lot67).
- Kroniek van Froissart, ca. 1470-1472, British Library in Londen, ms. Harley 4379-4380.
- L’instruction d’un jeune prince, gemaakt in opdracht van Lodewijk van Gruuthuse, British Library, Cotton Vaspasianus B.I
- Livre des bonnes moeurs van Jaques Legrand, ca. 1470, Bibliothèque de Genève, fr. 164
- Kroniek van Froissart boek 4, in samenwerking met de Meester van de spraakzame handen en de Meester van de Getty Froissart, British Library, Royal 18 E II
- Les faize d'Alexandre, ca. 1468-1475, in samenwerking met de Meester van de kroniek van Engeland,British Library, Burney 169
- Historiebijbel van Guyart des Moulins, ca. 1470-1479, in samenwerking met de Meester van de Soane Josephus, de Meester van Edward IV, de Meester van de kroniek van Engeland en een volger van Loyset Liédet, British Library, 15 D I